# Nigel Nicolson
Nigel Nicolson OBE (* 19. Januar 1917 in London; † 23. September 2004 auf Sissinghurst Castle, Kent, England) war ein britischer Autor, Verleger und Politiker.

## Leben und Werk
Nicolson war der Sohn des Schriftsteller-Ehepaars Sir Harold Nicolson und Vita Sackville-West. Er hatte einen Bruder, den Kunsthistoriker Benedict Nicolson. Die Kinder wuchsen zunächst in der Grafschaft Kent, in der Nähe von Knole House, dem Geburtshaus der Mutter auf und lebten dann auf  Sissinghurst Castle, wo die Eltern eine berühmte Gartenanlage geschaffen hatten. Nicolson wurde früh von zu Hause fortgeschickt und auf der Privatschule Summer Fields in Summertown, Oxford unterrichtet, gefolgt vom Eton- und Balliol College in Oxford. Während des Zweiten Weltkriegs diente er bei den Grenadier Guards, über die er später eine historische Darstellung verfasste.
1945 gründete er zusammen mit dem Journalisten George Weidenfeld den Verlag Weidenfeld and Nicolson, dessen Geschäftsführer er von 1948 bis 1992 war. Obwohl sein Vater Politiker der Labour Party war, engagierte sich Nicolson aktiv in der Konservativen Partei. 1952 wurde er Abgeordneter im britischen Parlament. Er war jedoch unbequem für die Tories und votierte mit der Labour Party für die Abschaffung der Todesstrafe und enthielt sich in einer 1956 von der  Regierung bezüglich der Sueskrise gestellten Vertrauensfrage, woraus sich ein Disput zwischen Nicolson und seinen Wählern entwickelte, der aufgrund des Tagungsortes, dem Seebad Bournemouth, als Bournemouth Affair bezeichnet wurde: Nicolsons Wahlbezirk forderte seinen Rücktritt und schrieb eine Petition an den Premierminister, woraufhin eine Abstimmung erfolgte. Zu Nicolsons Ungunsten kreuzten sich seine politische Ambitionen mit seinen Interessen als Verleger: Die zeitgleiche Veröffentlichung von Vladimir Nabokovs Roman Lolita in seinem Verlag löste einen Skandal aus; er verlor die Abstimmung und wurde aufgefordert, bei den Wahlen 1959 von seinen politischen Ämtern zurückzutreten. Mit dem Ende seiner politischen Karriere widmete sich Nicolson vornehmlich der Schriftstellerei, schrieb Biografien und verfasste Kolumnen für den Sunday Telegraph.
Sein 1973 erschienenes Buch Portrait of a Marriage (Portrait einer Ehe: Harold Nicolson und Vita Sackville-West; deutsche Übersetzung 1974) in dem er die offene Ehe und das promiskuitive Liebesleben seiner exzentrischen Eltern anhand von Tagebüchern und Briefen enthüllte, geriet zu einem gesellschaftlichen Eklat und wurde in kürzester Zeit ein Bestseller in den britischen und amerikanischen Verkaufslisten. Das delikate Werk deckte vor allem die bisexuellen Neigungen der Mutter Vita Sackville-West auf, die amouröse Freundschaften zu den Schriftstellerinnen Violet Trefusis und Virginia Woolf unterhielt. Zusätzlich veröffentlichte er die Tagebücher seines Vaters und schrieb unter anderem Biografien und Betrachtungen über Jane Austen, Mary Curzon oder Virginia Woolf. Seine Autobiografie veröffentlichte Nicolson 1997 unter dem Titel Long Life. Im Jahr 2000 wurde er für seine Verdienste für das Königreich mit dem Order of the British Empire geehrt.
Von 1953 bis 1970 war Nicolson mit Philippa Janet Tennyson d’ Eyncourt verheiratet. Aus der Ehe gingen drei Kinder hervor: Rebecca, eine Verlegerin, Juliet Nicolson, eine Historikerin und der Sohn Adam, ein Schriftsteller.

## Veröffentlichungen (Auswahl)
- The Harold Nicolson Diaries and Letters 1907–1964 (1966). Phoenix, Reprint 2005, ISBN 0-7538-1997-X
- Portrait of a Marriage: Vita Sackville-West and Harold Nicolson (1973). University of Chicago Press, Reprint 1998, ISBN 0-226-58357-0
- The National Trust Book of Great Houses of Britain. Weidenfeld & Nicolson, London 1978, ISBN 0-297-77411-5
- Kent; mit Fotografien von Patrick Sutherland, Weidenfeld & Nicolson, London, Reprint 1990, ISBN 0-297-79602-X
- A Long Life: Memoirs. Weidenfeld & Nicolson, London 1997, ISBN 0-297-81322-6
- Mary Curzon. Weidenfeld & Nicolson, London, Neuauflage 1998, ISBN 0-7538-0201-5

### Deutsche Übersetzungen
- Harold Nicolson: Tagebücher und Briefe. Vorwort und Übersetzung von Helmut Lindemann, Deutscher Bücherbund, Stuttgart 1970
- Portrait einer Ehe: Harold Nicolson und Vita Sackville-West. Ungekürzte Ausgabe in deutscher Übersetzung, Ullstein 1996, ISBN 3-548-30387-0
- Virginia Woolf (Biographische Passionen). Deutsche Übersetzung von Monika Noll, Claassen 2002, ISBN 3-546-00293-8